# Bloody Mary (South Park)
"Bloody Mary" é o último episódio da nona temporada da série de desenho animado estadunidense South Park, e o de número 139 da série em geral. Escrito e dirigido por Trey Parker, co-criador do seriado, foi transmitido originalmente em 7 de dezembro de 2005 através do canal de televisão Comedy Central. No episódio, Randy Marsh é abordado por um policial e obrigado a frequentar reuniões do Alcoólicos Anônimos, enquanto as pessoas se reúnem em volta de uma estátua da Virgem Maria que sangra pelo ânus. "Bloody Mary" satiriza as reuniões do Alcoólicos Anônimos e as anormais ocorrências de estátuas que sangram.
O episódio causou várias controvérsias por parte de cristãos e líderes de grupos religiosos, incluindo bispos e arcebispo católicos. Nos Estados Unidos, diversos grupos religiosos tentaram remover o episódio e impedir seu lançamento em DVD, o canal também foi pressionado a fazer um pedido público de desculpas. Enquanto na Nova Zelândia, líderes de grupos religiosos tentaram impedir a exibição do episódio com ameaças de boicotes contra a emissora.

## Produção e referências culturais
Transmitida pelo Comedy Central desde 1997, South Park é uma série que satiriza a sociedade norte-americana, além dos costumes e valores dela. Alguns estudos apontam uma baixa eficiência do Alcoólicos Anônimos, apesar de uma crença social falaciosa que o órgão é capaz de recuperar dependentes. O professor Edemilson Antunes de Campos, em sua tese de doutorado, constatou que o grupo é bem aceito no Brasil, entretanto, a situação nos demais países são diferentes, segundo o professor, o grupo de apoio é considerado uma seita na França. Além disso, Campos acrescente que o dependente se reconstrói diante uma imagem de poder superior e de sua limitação. Por sua vez, Luiz Alberto Bahia, autor do livro "O Mito da Doença Espiritual na Dependência de Álcool", expõe a tendência religiosa do Alcoólicos Anônimos. Segundo o autor, o grupo trata o alcoólatra como pecador e adota um programa espiritual como cura. Trey Parker e Matt Stone revelaram nos comentários para DVD as suas vontades de realizar um episódio envolvendo as reuniões do Alcoólicos Anônimos, mas nunca poderia obtê-lo como pretendiam.
A ideia da estátua sangrando veio de Anne Garefino, um produtor de filmes, e foi inspirado pelo fenômeno real de "estátuas que choram", ocorrências anormais em que estátuas inexplicavelmente "sangram" algum tipo de líquido através de meios "sobrenaturais", normalmente a partir dos olhos. A equipe já discutia essa ideia em um episódio, mas sentia que precisava de um lugar mais extravagante do que os olhos. Em seguida, Garefino sugeriu que a estátua sangrasse em todo o rosto do papa. Parker e Stone gostaram da ideia, mesmo sabendo que o episódio, provavelmente, resultaria em muito mais controvérsias do que o normal. Além disso, a cena em que Randy é preso por dirigir embriagado é baseada em uma experiência similar que Parker teve, quando criança, com seu pai.

## Enredo
O episódio inicia com Kyle, Stan, Eric e Ike Broflovski frequentando uma aula de caratê, Randy Marsh sai durante a aula para beber em um bar e volta embriagado. Posteriormente, ele é abordado por um policial e preso por dirigir alcoolizado. Randy tem sua licença revogada, e é condenado a prestar serviços comunitários e participar de reuniões do Alcoólicos Anônimos, onde ele é apresentado ao programa de 12 passos, passando a acreditar que o alcoolismo é uma doença e na sua impotência.
Randy, que é descrito por Stan como hipocondríaco, entra em um estado de aceitação e ironicamente começa a ingerir mais bebidas alcoólicas do que antes. Enquanto isso, uma estátua da Virgem Maria começa a sangrar pelo ânus, a notícia se espalha e várias pessoas começam a se reunir em torno dela acreditando que o sangue curaria suas doenças.
Randy tem o conhecimento da estátua e obriga Stan a leva-lo até ela; impaciente, ele fura a fila de diversas pessoas alegando que sua doença é a pior de todas. Em seguida, encharcado de sangue, ele sai da cadeira de rodas convicto a não beber mais e se abstém do álcool.
Posteriormente, o Papa Bento XVI visita a estátua para investigar e descobre que o sangue não é proveniente do ânus, mas da vagina da estátua. Então, o papa declara que não existe nenhum milagre, pois as "garotas sangram pela vagina o tempo todo". A televisão noticia a declaração do papa enquanto Randy está comemorando sua sobriedade junto com outros membros do Alcoólicos Anônimos, decepcionado por não ter sido curado pelo poder maior, ele sofre uma recaída e se declara impotente novamente, os demais alcoólatras em recuperação concordam com ele e correm para o bar.
Stan segue seu pai e o convence que se Deus não o ajudou, então ele parou por conta própria. Randy afirma que nunca mais irá beber e Stan se opõe a isso também, alegando que ao abster-se completamente, significa que a bebida continua controlando a sua vida, sendo assim, ele deveria beber com moderação. Randy enfim concorda, coloca seu filho nos ombros e caminha para a casa.